# IChat
IChat was een chatprogramma met audiovisuele mogelijkheden voor OS X ontwikkeld door Apple. Het programma kon verbinden met de chatnetwerken AIM en XMPP. Er konden vier personen tegelijk aan een videoconferentie deelnemen en maximaal tien personen tegelijk deelnemen aan realtime gesprekken in een audioconferentie. Tevens was het mogelijk om elkaars desktop over te nemen om bijvoorbeeld problemen te verhelpen.

## Geschiedenis
In juni 2003 kondigde Apple iChat AV Public Beta aan. Dit was een nieuwe versie van iChat waarmee audioconferentie en videoconferentie mogelijk werd. Tegelijkertijd werd door Apple iSight gelanceerd. Deze webcam werd speciaal ontworpen voor iChat AV. De volledige versie van iChat AV werd bij Mac OS X 10.3 geleverd.
Het programma werd in OS X 10.8 (Mountain Lion) vervangen door Berichten. Dit programma biedt ondersteuning voor het iMessage-protocol en bevat betere FaceTime-integratie.

## Verbinding
Naast de eigen Apple instantmessaging-verbinding, waren ook het XMPP- (voor Google Talk) en AIM-protocol beschikbaar.